# Джеога (округ)
Округ Джеога (англ. Geauga County) располагается в штате Огайо, США. Официально образован 1 марта 1806 года. По состоянию на 2010 год, численность населения составляла 93 389 человек.

## География
По данным Бюро переписи США, общая площадь округа равняется 1 057,472 км2, из которых 1 036,415 км2 суша и 21,057 км2 или 1,990 % это водоёмы.

## Население
По данным переписи населения 2000 года в округе проживает 93 389 жителей в составе 34 264 домашних хозяйств и 25 654 семей. Плотность населения составляет 89,30 человек на км2. На территории округа насчитывается 34 264 жилых строений, при плотности застройки около 32,80-ти строений на км2. Расовый состав населения: белые — 97,00 %, афроамериканцы — 1,40 %, коренные американцы (индейцы) — 0,10 %, азиаты — 0,60 %, гавайцы — 0,00 %, представители других рас — 0,30 %, представители двух или более рас — 0,80 %. Испаноязычные составляли 0,00 % населения независимо от расы.
В составе 31,60 % из общего числа домашних хозяйств проживают дети в возрасте до 18 лет, 63,80 % домашних хозяйств представляют собой супружеские пары проживающие вместе, 7,70 % домашних хозяйств представляют собой одиноких женщин без супруга, 3,50 % домашних хозяйств не имеют отношения к семьям, 25,10 % домашних хозяйств состоят из одного человека, 9,50 % домашних хозяйств состоят из престарелых (65 лет и старше), проживающих в одиночестве. Средний размер домашнего хозяйства составляет 2,70 человека, и средний размер семьи 3,16 человека.
Возрастной состав округа: 26,00 % моложе 18 лет, 6,60 % от 18 до 24, 20,10 % от 25 до 44, 31,80 % от 45 до 64 и 31,80 % от 65 и старше. Средний возраст жителя округа 43,3 года. На каждые 100 женщин приходится 96,85 мужчин. На каждые 100 женщин старше 18 лет приходится 93,72 мужчин.
Средний доход на домохозяйство в округе составлял 60 200 USD, на семью — 67 427 USD. Среднестатистический заработок мужчины был 48 443 USD против 30 567 USD для женщины. Доход на душу населения составлял 74 USD. Около 2,80 % семей и 4,60 % общего населения находились ниже черты бедности, в том числе — 6,10 % молодежи (тех, кому ещё не исполнилось 18 лет) и 5,10 % тех, кому было уже больше 65 лет.